# Mineral arseniato
Un mineral arseniato es aquel mineral que contiene el anión arseniato (AsO43-)  y, más raramente, otros arsenatos con aniones como el AsO3(OH)2- (también escrito HAsO42−) (ejemplo: farmacolita Ca(AsO3OH).2H2O) o (muy raramente) [AsO2(OH)2]− (ejemplo: andirobertsita). Tanto el sistema de clasificación de minerales de Dana como él se Strunz sitúan los arseniatos dentro de la clase de los minerales fosfatos. Los minerales de arsenita son mucho menos comunes.
Algunos ejemplos de minerales de arseniato son:
- Anabergita Ni3(AsO4)2·8H2O
- Austinita CaZn(AsO4)(OH)
- Clinoclasa Cu3(AsO4)(OH)3
- Conicalcita CaCu(AsO4)(OH)
- Cornubita Cu5(AsO4)2(OH)4
- Cornwallita  Cu2+5(AsO4)2(OH)2
- Eritrina  Co3(AsO4)2·8H2O
- Mimetita Pb5(AsO4)3Cl
- Olivenita Cu2(AsO4)OH